# Volvulella persimilis
Volvulella persimilis är en snäckart som först beskrevs av Morch 1875.  Volvulella persimilis ingår i släktet Volvulella och familjen Retusidae. Inga underarter finns listade i Catalogue of Life.